# Real Frontera Sport Club
El Real Frontera Sport Club es un club de fútbol profesional venezolano con sede en San Antonio, estado Táchira. Actualmente juega en la Segunda División de Venezuela y disputa sus partidos como local en el Estadio Polideportivo de Pueblo Nuevo.

## Historia
Fue fundado el 14 de enero de 2011 en la ciudad de San Antonio de Táchira por su presidente y fundador Javier Moreno, como un equipo de categorías inferiores, con la finalidad de proyectar futbolistas a futuro en el Estado Táchira. Para el año 2015 surgió la idea de crear a un club profesional, de la mano del presidente del club, Fray Gamboa, con el fin de llegar a jugar en la Primera División de Venezuela.
El 16 de agosto de 2015 el club hace su debut como equipo profesional con un empate 0-0 ante el FA San Camilo FC.
Para la temporada 2016, el club adquiere la franquicia del REDI Colón para jugar en la Segunda División de Venezuela 2016.

## Entrenadores
Entrenadores del Real Frontera Sport Club en su paso por la Segunda y Tercera División.
| Nacionalidad         | Nombre          | Periodo                       | Categoría        |
| -------------------- | --------------- | ----------------------------- | ---------------- |
| Bandera de Venezuela | Laureano Jaimes | Adecuación 2015               | Tercera División |
| Bandera de Venezuela | Luis Merchan    | Apertura 2016                 | Segunda División |
| Bandera de Venezuela | Laureano Jaimes | Apertura 2016                 | Segunda División |
| Bandera de Venezuela | Edwin Quilagury | Apertura 2016 - Apertura 2017 | Segunda División |
| Bandera de Venezuela | Rodín Duque     | Apertura 2017 - Clausura 2017 | Segunda División |
| Bandera de Colombia  | Jorge Bolaño    | Clausura 2017                 | Segunda División |
| Bandera de Venezuela | Darío Martínez  | Apertura 2018 - Clausura 2018 | Segunda División |
| Bandera de Uruguay   | Daniel Gamarra  | Apertura 2019                 | Segunda División |
| Bandera de Venezuela | Luis Ramírez    | Clausura 2019                 | Segunda División |
| Bandera de Venezuela | Dionar García   | 2023 - Act.                   | Segunda División |